# Acanthocerodes singularis
Acanthocerodes singularis är en skalbaggsart som beskrevs av Louis Albert Péringuey 1901. Acanthocerodes singularis ingår i släktet Acanthocerodes och familjen Hybosoridae. Inga underarter finns listade i Catalogue of Life.